# 沙隆卡遗址
沙隆卡遗址，位于中国青海省化隆县群科镇安达其哈村，为青海省市县级文物保护单位，公布日期为1987年9月10日，类型为古遗址。
沙隆卡遗址的历史年代为新石器时代。